# Élections législatives indonésiennes de 1999

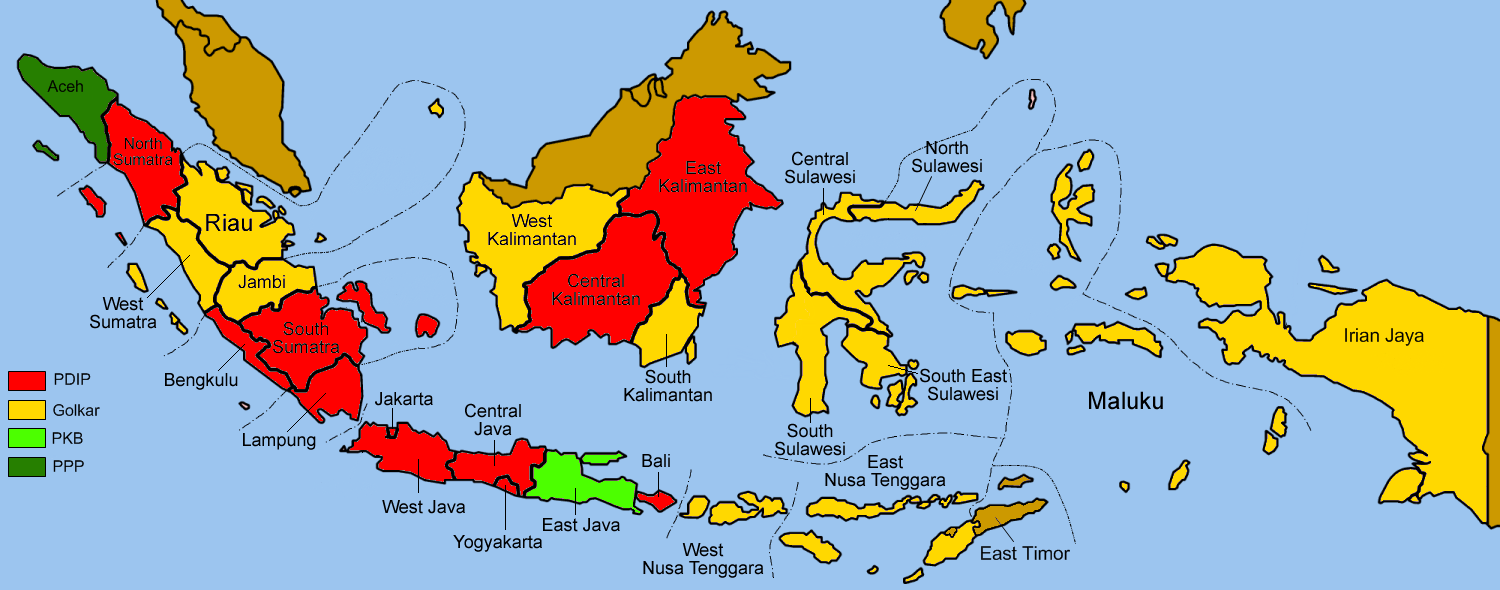
Résultats par province

Les élections générales indonésiennes de 1999 furent les premières élections démocratiques en Indonésie depuis celles de 1955.
Entre autres changements dans le contexte politique indonésien, un décret parlementaire de janvier 1999 avait ramené le nombre de sièges des forces armées de 75 à 38 sur un total qui reste de 500.
| Parti                                              | Voix        | Voix en % | Sièges par quota | Sièges par reste | Total sièges | Sièges en % |
| -------------------------------------------------- | ----------- | --------- | ---------------- | ---------------- | ------------ | ----------- |
| Partai Demokrasi Indonesia Perjuangan (PDIP)       | 35 706 618  | 33,73     | 135              | 18               | 153          | 33,12       |
| Partai Golongan Karya (Golkar)                     | 23 742 112  | 22,43     | 99               | 21               | 120          | 25,99       |
| Partai Kebangkitan Bangsa (PKB)                    | 13 336 963  | 12,6      | 40               | 11               | 51           | 11,04       |
| Partai Persatuan Pembangunan (PPP)                 | 11 330 387  | 10,7      | 39               | 19               | 58           | 12,55       |
| Partai Amanah Nasional (PAN)                       | 7 528 936   | 7,11      | 26               | 8                | 34           | 7,36        |
| Partai Bulan Bintang (PBB)                         | 2 050 039   | 1,94      | 2                | 11               | 13           | 2,81        |
| Partai Keadilan (PK)                               | 1 436 670   | 1,36      | 1                | 6                | 7            | 1,52        |
| Partai Keadilan dan Persatuan (PKP)                | 1 065 810   | 1,01      | -                | 4                | 4            | 0,87        |
| Partai Nahdlatul Ulama (PNU)                       | 679 174     | 0,64      | -                | 5                | 5            | 1,08        |
| Partai Demokrasi Indonesia (PDI)                   | 655 048     | 0,62      | -                | 2                | 2            | 0,43        |
| Partai Persatuan (PP)                              | 590 995     | 0,56      | -                | 1                | 1            | 0,22        |
| Partai Demokrasi Kasih Bangsa (PDKB)               | 550 856     | 0,52      | -                | 5                | 5            | 1,08        |
| Partai Politik Islam Indonesia Masyumi (PPIIM)     | 456 750     | 0,43      | -                | 1                | 1            | 0,22        |
| Partai Daulat Rakyat (PDR)                         | 427 875     | 0,4       | -                | 1                | 1            | 0,22        |
| Partai Syarikat Islam Indonesia (PSII)             | 376 411     | 0,36      | -                | 1                | 1            | 0,22        |
| Partai Nasional Indonesia Front Marhaenis (PNI FM) | 365 173     | 0,36      | -                | 1                | 1            | 0,22        |
| Partai Nasional Indonesia (PNI)                    | 364 257     | 0,34      | -                | 1                | 1            | 0,22        |
| Partai Nasional Indonesia Massa Marhaen (PNI MM)   | 345 665     | 0,33      | -                | 1                | 1            | 0,22        |
| Partai IPKI (IPKI)                                 | 328 440     | 0,31      | -                | 1                | 1            | 0,22        |
| Partai Kebangkitan Ummat (PKU)                     | 300 049     | 0,28      | -                | 1                | 1            | 0,22        |
| Partai Katolik Demokrat (PKD)                      | 216 663     | 0,2       | -                | 1                | 1            | 0,22        |
| Sous-total (excluant les partis sans siège)        | 101 854 891 | 96,23     | 342              | 120              | 462          | 100         |
| Partis sans siège (27 partis)                      | 3 991 046   | 3,77      | -                | -                | -            | -           |
| Total                                              | 105 845 937 | 100       | 342              | 120              | 462          | 100         |

Source : King, Dwight Y., Half-Hearted Reform  Electoral Institutions and the Struggle for   Democracy in Indonesia, Praeger, 2003